# Pavel Kudrjašov
Pavel Igorevič Kudrjašov (in russo Павел Игоревич Кудряшов?; Tomsk, 27 novembre 1996) è un calciatore russo, attaccante svincolato.

## Caratteristiche tecniche
È un'ala destra.

## Carriera
Ha esordito in Prem'er-Liga il 7 agosto 2017 disputando con il Tom' Tomsk l'incontro pareggiato 2-2 contro la Lokomotiv Mosca.